# Марі Калкун
Марі Калкун (ест. Mari Kalkun; нар. 1 квітня 1986) — естонська співачка, авторка пісень і музикантка.
Навчалася співам у відділі традиційної музики Академії Сібеліуса, де стала студенткою з обміном у Талліннській музичній академії.
Вивчала менеджмент культури в Академії культури Тартуського університету і закінчила у 2013 році з кваліфікацією магістра традиційної музики.
З 2009 року незалежна музикант.ка Раніше працювала у Klassikaraadio та Центрі традиційної музики Естонії. Має власний лейбл Haki Helü.

## Альбоми
- «Üü tulõk» (Õunaviks, 2007)
- «Vihmakõnõ» (Õunaviks, 2010)
- «Ilmamõtsan» (Nordic Notes, 2017)